# ناتالیا آندریچنکو
ناتالیا آندریچنکو (روسی: Ната́лья Эдуа́рдовна Андре́йченко؛ زادهٔ ۳ مهٔ ۱۹۵۶) یک هنرپیشه اهل اتحاد جماهیر شوروی سوسیالیستی است. وی از سال ۱۹۷۶ میلادی تاکنون مشغول فعالیت بوده‌است.
از فیلم‌ها یا برنامه‌های تلویزیونی که وی در آن نقش داشته است می‌توان به سیبریایی، اودسا کوچک اشاره کرد.